# Шуберт (театр, Нью-Йорк)
«Шу́берт» (англ. The Shubert Theatre) — бродвейский театр, расположенный в западной части 44-й улицы в театральном квартале Манхэттена, Нью-Йорк, США. Управляется театральной компанией «The Shubert Organization».

## История
Здание театра построено по проекту архитектора Генри Герца. Название получил в честь одного из братьев Шуберт — Сэма Шуберта. Театр открылся 21 октября 1913 года пьесой Бернарда Шоу «Цезарь и Клеопатра».
Самой продолжительной постановкой театра стал мюзикл «Кордебалет». Его прокат длился с 1975 по 1990 год. Всего было сыграно 6137 спектаклей. На этот момент мюзикл был и самым продолжительным в истории Бродвея.
После «Кордебалета» театр принимал у себя мюзиклы «Чикаго» (после шести лет проката переехал в театр «Амбассадор»), «Цыганка», «Спамалот», «Матильда» и другие. Весной 2017 года в «Шуберте» ожидается мировая премьера мюзикла «Анастасия».

## Основные постановки
- 1914: «Сегодняшняя ночь»
- 1950: «Целуй меня, Кэт»
- 1964: «Оливер!»
- 1966: «Яблоня»
- 1975: «Кордебалет»
- 1990: «Приятель»
- 1996: «Большой»
- 1997: «Чикаго» (возрождённая; переехала из театра «Ричард Роджерс»; затем переехала в театр «Амбассадор»)
- 2003: «Джипси»
- 2005: «Спамалот»
- 2009: «Мемфис»
- 2013: «Матильда»
- 2017: «Хелло, Долли!»
- 2018: «Убить пересмешника»

## В культуре
Театр фигурирует в фильме «Всё о Еве», экранизации мюзикла «Продюсеры»,  телесериале «Смэш» и мультсериале «Гриффины».